# SPEAK LOW (南佳孝のアルバム)
『SPEAK LOW』（スピーク・ロウ）は、南佳孝の4作目のオリジナル・アルバム。
1979年6月21日にCBS・ソニーから発売された。規格品番は、LP：25AH-733、CT：25KH-543。1986年7月21日に初めてCD化された（32DH-477）。

## 概要
先行シングル「モンロー・ウォーク」とB面曲「渚にて」を収録し、夏を意識して制作された。「モンロー・ウォーク」が有線チャートの上位にランクインしたことと本作の発表、さらに翌年郷ひろみが「セクシー・ユー」とタイトルを改題し「モンロー・ウォーク」をカバーしヒットしたことで、それまでメジャーな存在とまでは言えなかった南の名が世間に広く知られるようになる。
作詞は全11曲中「モンロー・ウォーク」と「渚にて」の2曲を来生えつこが、それ以外の9曲を松本隆が手掛けている。アレンジは坂本龍一と佐藤博がそれぞれ担当しており、アルバム全体に躍動感を与えるサウンドとなっている。
1990年9月15日にCD選書にて再発売され（CSCL-1225）、2013年4月10日にGT MusicよりBlu-spec CD仕様で再発売された（MHCL-30061）。

## 収録曲

### LP / CT
| 全作曲: 南佳孝。 |                              |            |            |                  |      |
| #                | タイトル                     | 作詞       | 作曲・編曲 | 編曲             | 時間 |
| 1.               | 「Portrait Woman」           | 松本隆     | 南佳孝     | 佐藤博           | 3:44 |
| 2.               | 「Lion Under The Moonlight」 | 松本隆     | 南佳孝     | 佐藤博           | 3:49 |
| 3.               | 「Sleeping Lady」            | 松本隆     | 南佳孝     | 佐藤博・坂本龍一 | 3:46 |
| 4.               | 「渚にて」                   | 来生えつこ | 南佳孝     | 坂本龍一         | 4:06 |
| 5.               | 「Marie, Come Back」         | 松本隆     | 南佳孝     | 佐藤博・坂本龍一 | 3:15 |

| 全作曲: 南佳孝。 |                        |            |            |                  |      |
| #                | タイトル               | 作詞       | 作曲・編曲 | 編曲             | 時間 |
| 1.               | 「Monroe Walk」        | 来生えつこ | 南佳孝     | 坂本龍一         | 3:32 |
| 2.               | 「Route 88」           | 松本隆     | 南佳孝     | 佐藤博           | 4:23 |
| 3.               | 「Dear Mr. Sherlock」  | 松本隆     | 南佳孝     | 佐藤博           | 3:10 |
| 4.               | 「Vision In The Rain」 | 松本隆     | 南佳孝     | 佐藤博           | 3:50 |
| 5.               | 「Manhattan Gigolo」   | 松本隆     | 南佳孝     | 佐藤博・坂本龍一 | 3:08 |
| 6.               | 「Simple Song」        | 松本隆     | 南佳孝     | 坂本龍一         | 3:34 |

### CD
| 全作曲: 南佳孝。 |                              |            |            |                  |      |
| #                | タイトル                     | 作詞       | 作曲・編曲 | 編曲             | 時間 |
| 1.               | 「Portrait Woman」           | 松本隆     | 南佳孝     | 佐藤博           | 3:44 |
| 2.               | 「Lion Under The Moonlight」 | 松本隆     | 南佳孝     | 佐藤博           | 3:49 |
| 3.               | 「Sleeping Lady」            | 松本隆     | 南佳孝     | 佐藤博・坂本龍一 | 3:46 |
| 4.               | 「渚にて」                   | 来生えつこ | 南佳孝     | 坂本龍一         | 4:06 |
| 5.               | 「Marie, Come Back」         | 松本隆     | 南佳孝     | 佐藤博・坂本龍一 | 3:15 |
| 6.               | 「Monroe Walk」              | 来生えつこ | 南佳孝     | 坂本龍一         | 3:32 |
| 7.               | 「Route 88」                 | 松本隆     | 南佳孝     | 佐藤博           | 4:23 |
| 8.               | 「Dear Mr. Sherlock」        | 松本隆     | 南佳孝     | 佐藤博           | 3:10 |
| 9.               | 「Vision In The Rain」       | 松本隆     | 南佳孝     | 佐藤博           | 3:50 |
| 10.              | 「Manhattan Gigolo」         | 松本隆     | 南佳孝     | 佐藤博・坂本龍一 | 3:08 |
| 11.              | 「Simple Song」              | 松本隆     | 南佳孝     | 坂本龍一         | 3:34 |
| 合計時間:        | 合計時間:                    | 合計時間:  | 合計時間:  | 40:23            |      |

## 参加ミュージシャン
| Portrait Woman - 南佳孝：Vocal, Acoustic Guitar - 佐藤博：Fender Rhodes, Hammond Organ, Synthesizer - 松原正樹：Electric Guitar - 今剛：Electric Guitar - 小原礼：Electric Bass - 林立夫：Drums - ペッカー：Percussion - Brass section（右記を参照） Lion Under The Moonlight - 南佳孝：Vocal, Acoustic Guitar - 佐藤博：Fender Rhodes, Synthesizer, Hammond Organ - 松原正樹：Electric Guitar - 鈴木茂：Gut Guitar（Solo） - 細野晴臣：Electric Bass - 高橋ユキヒロ：Drums - ペッカー：Percussion Sleeping Lady - 南佳孝：Vocal, Gut Guitar - 佐藤博：Fender Rhodes, Hammond Organ, Synthesizer - 松原正樹：Electric Guitar - 細野晴臣：Electric Bass - 高橋ユキヒロ：Drums - ペッカー：Percussion - 八木伸郎：Harmonica - Strings section（右記を参照） 渚にて - 南佳孝：Vocal, Acoustic Guitar - 坂本龍一：Fender Rhodes, Acoustic Piano, Synthesizer - 鈴木茂：Electric Guitar - 小原礼：Electric Bass - 高橋ユキヒロ：Drums - ペッカー：Percussion - 大井貴司：Vibraphone - Strings & Brass（右記を参照） Marie, Come Back - 南佳孝：Vocal, Gut & Acoustic Guitar - 佐藤博：Fender Rhodes, Synthesizers - 松原正樹：Electric Guitar - 細野晴臣：Electric Bass - 高橋ユキヒロ：Drums - ペッカー：Percussion - 吉川祐二：Percussion - Strings（右記を参照） Monroe Walk (モンロー･ウォーク) - 南佳孝：Vocal - 坂本龍一：Fender Rhodes, Synthesizer - 鈴木茂：Electric Guitar - 小原礼：Electric Bass - 高橋ユキヒロ：Drums - ペッカー：Percussion - Strings & Brass Route 88 - 南佳孝：Vocal - 佐藤博：Fender Rhodes, Acoustic Piano, Synthesizer - 松原正樹：Electric Guitar - 今剛：Electric Guitar - 小原礼：Electric Bass - 林立夫：Drums - ペッカー：Percussion - Brass section Dear Mr. Sherlock - 南佳孝：Vocal, Acoustic Guitar - 佐藤博：Fender Rhodes, Synthesizer - 松原正樹：Electric Guitar - 細野晴臣：Electric Bass - 高橋ユキヒロ：Drums - ペッカー：Percussion Vision In The Rain - 南佳孝：Vocal, Acoustic Guitar - 佐藤博：Fender Rhodes, Acoustic Piano, Synthesizer - 松原正樹：Electric Guitar - 小原礼：Electric Bass - 林立夫：Drums - ペッカー：Percussion - Strings Manhattan Gigolo - 南佳孝：Vocal, Acoustic Guitar - 佐藤博：Fender Rhodes, Acoustic Piano - 松原正樹：Electric Guitar - 鈴木茂：Electric Guitar（slide） - 小原礼：Electric Bass - 林立夫：Drums - ペッカー：Percussion - Brass section Simple Song - 南佳孝：Vocalr - 坂本龍一：Acoustic Piano | 【Brass section】 - Trumpet：数原晋、岸義和、羽鳥浩次 - Trombone：新井英治、平内保夫、三田治美、岡田澄雄 - Alto Sax：ジェイク・H・コンセプション、村岡建、斉藤清 - Tenor Sax：斉藤清、三森一郎 - Baritone Sax：砂原俊三 【Strings Section】 - 多忠昭アンサンブル 【Rhythm Arranged】 - 佐藤博・坂本龍一：A-4、B-1 【Strings & Brass Arranged】 - （Strings）佐藤博：B-4、坂本龍一：A-3、A-4、A-5、B-1、B-6 - （Brass）佐藤博：A-1、B-2、坂本龍一：A-4、B-1、B-5 |